# Acacia alata
Espèce
Classification phylogénétique
Acacia alata est une espèce de plantes à fleurs de la famille des Mimosaceae selon la classification classique, ou à celle des Fabaceae selon la classification phylogénétique. C'est un arbuste endémique d'Australie-Occidentale, en Australie.

## Description
C'est un arbuste insolite de 2 m de haut et d'un mètre de large. Les phyllodes sont presque réduits à l'état de cladodes. Les tiges prennent ainsi une forme ailée. Chaque phyllode porte un épi. Les fleurs sont crème ou jaune d'or.